# Zeta1 Muscae
Zeta1 Muscae ( ζ1 Muscae, förkortat Zeta1 Mus,  ζ1 Mus)  som är stjärnans Bayerbeteckning, är en ensam stjärna belägen i den norra delen av stjärnbilden Flugan. Den har en skenbar magnitud på 5,90 och är svagt synlig för blotta ögat där ljusföroreningar ej förekommer. Baserat på parallaxmätning inom Hipparcosuppdraget på ca 10,0 mas, beräknas den befinna sig på ett avstånd på ca 327 ljusår (ca 100 parsek) från solen.

## Egenskaper
Zeta1 Muscae är en orange till röd jättestjärna av spektralklass K0 III. Den har en radie som är ca 9,7 gånger större än solens och utsänder från dess fotosfär ca 64 gånger mera energi än solen vid en effektiv temperatur på ca 4 790 K.